# Calcio agli Island Games 2011
Il torneo di calcio degli Island Games 2011 è stata la tredicesima edizione del torneo. Si è svolto dal 26 giugno al 1 luglio 2011 sull'Isola di Wight.
Il torneo maschile ha visto la partecipazione di 16 squadre ed è stato vinto dalla selezione dell'Isola di Wight, quello femminile di 11 squadre e si è affermata la selezione delle Isole Åland.

## Eventi

### Medagliere
| Posiz. | Nazione        | Oro | Argento | Bronzo | Totale |
| ------ | -------------- | --- | ------- | ------ | ------ |
| 1      | Isole Åland    | 1   | 0       | 0      | 1      |
| 1      | Isola di Wight | 1   | 0       | 0      | 1      |
| 2      | Guernsey       | 0   | 1       | 0      | 1      |
| 2      | Isola di Man   | 0   | 1       | 0      | 1      |
| 3      | Groenlandia    | 0   | 0       | 1      | 1      |
| 3      | Jersey         | 0   | 0       | 1      | 1      |
| Total  | Total          | 2   | 2       | 2      | 6      |

### Uomini
| Evento                     | Oro            | Argento  | Bronzo |
| Calcio maschile (dettagli) | Isola di Wight | Guernsey | Jersey |

### Donne
| Evento                      | Oro         | Argento      | Bronzo      |
| Calcio femminile (dettagli) | Isole Åland | Isola di Man | Groenlandia |